# Dimetotiazina
Dimetotiazina é um fármaco antagonista de histamina e serotonina. É utilizado no tratamento de algumas alergias, enxaquecas e enjoos.